# Op ten Noort (geslacht)

Geslachtswapen (1834, 1907)

Op ten Noort is een Nederlands geslacht waarvan leden sinds 1834 tot de Nederlandse adel behoren.

## Geschiedenis
De stamreeks begint met Johan oppen Noirt, eigenaar van het erve en goed Stickerslagh onder Steenderen die vermeld wordt van 1507 tot 1527. Nazaten werden bestuurders, onder andere raad, schepen of burgemeester van Zutphen.
Bij KB van 6 april 1834, nr. 87, werd mr. Willem op ten Noort (1772-1844) verheven in de Nederlandse adel; in 1907 gebeurde hetzelfde voor de drie broers Laurens Pieter Dignus (1847-1924), Ludolf (1852-1939) en Florent Sophius (1856-1927).
In 2021 waren er nog 27 mannelijke telgen in leven, de laatste geboren in 2016.

## Enkele telgen
Mr. Joost Jan op ten Noort (1697-1768), raad van Zutphen, schout
- Mr. Gerhard David op ten Noort (1730-1811), schepen, raad en burgemeester van Groenlo, schepen en raad van Zutphen
  - Mr. Willem Reinier op ten Noort (1771-1824), lid van de Tweede Kamer
    - Mr. Florent Sophius op ten Noort (1805-1862), lid van de Tweede Kamer
      - Jhr. Laurens Pieter Dignus op ten Noort (1847-1924), mede-stichter van de Koninklijke Paketvaart Maatschappij
        - Jhr. Godfried Carl op ten Noort (1878-1949), directeur van bierbrouwerij De Gekroonde Valk in Amsterdam
          - Jhr. mr. Laurens Pieter Dignus op ten Noort (1906-1977), nationaalsocialist
          - Jkvr. Julia Adriana op ten Noort (1910-1996), nationaalsocialistisch activiste

      - Jhr. Florent Sophius op ten Noort (1856-1927), burgemeester
- Mr. Jan Gijsbert Reynder op ten Noort (1732-1787), burgemeester van Kampen
  - Jhr. mr. Willem op ten Noort (1772-1844), directeur van het Postkantoor te Utrecht, hoogheemraad, eerste van het geslacht die in de Nederlandse adel werd verheven